# 교동 (강릉시)
교동(校洞)은 대한민국 강원특별자치도 강릉시의 행정동이다.

## 개요
교동은 영동에서 유일하게 인구 3만명이 넘어간 단일 동이며, 계획도시 개념의 주거환경 조성과 사통팔달의 교통망이 편리하고, 상가형성으로 강릉시 신흥상권으로 부상하고 있다. 또한 초등학교 3개, 중학교 3개, 고등학교 2개, 배후 대학1개로 교육의 중심지이기도 하다.
교동은 문.예향의 도시, 강릉을 상징하는 향교가 위치한 유서깊은 지역이며, 태백 준령이 동해로 흐르다가 우뚝 서 뫼를 이룬 아름다운 화부산이 있는 곳이다.

## 법정동
- 교동

## 교육
- 교동초등학교 (교2동)
- 영동초등학교
- 율곡초등학교
- 경포초등학교
- 강릉초등학교
- 관동중학교
- 율곡중학교
- 솔올중학교
- 강릉제일고등학교
- 강일여자고등학교
- 명륜고등학교 (교2동)

## 언론
- 기독교강원영동방송
- G1방송 영동지사

## 주거
| 단지명              | 건설사                | 시행사       | 주소              | 입주        | 비고                                |
| ------------------- | --------------------- | ------------ | ----------------- | ----------- | ----------------------------------- |
| 교동 한신           | 한신공영              | ㈜대하       | 명륜로 95-7       | 1997년 4월  |                                     |
| 강릉 교동주공 1단지 | 태평양건설 요진산업㈜ | 대한주택공사 | 가작로 78         | 1999년 12월 |                                     |
| 강릉 교동주공 2단지 | 파라다이스건설산업㈜  | 대한주택공사 | 가작로 85         | 2002년 5월  | 국민임대                            |
| 강릉 교동주공 3단지 | 고려개발              | 대한주택공사 | 교동광장로 138-12 | 2002년 11월 | 분양전환                            |
| 강릉교동 현대 2차   | 현대산업개발          | 현대산업개발 | 원대로128번길 14  | 1999년 10월 |                                     |
| 강릉교동 현대하이빌 | 현대건설              | 현대건설     | 교동광장로 138-15 | 1999년 11월 |                                     |
| 강릉교동 1차 부영   | ㈜부영                | ㈜부영       | 정원로 53-4       | 1999년 9월  |                                     |
| 강릉교동 2차 부영   | ㈜부영                | ㈜부영       | 가작로 71         | 1999년 9월  | 민간임대                            |
| 하슬라빌            | ㈜부영                | ㈜부영       | 하슬라로 124      | 2001년 9월  | '강릉교동 3차 부영'에서 단지명 변경 |
| 로하스빌            | ㈜부영                | ㈜부영       | 교동광장로 163    | 2001년 11월 | '강릉교동 5차 부영'에서 단지명 변경 |
| 강릉교동 6차 부영   | ㈜부영                | ㈜부영       | 정원로 53-9       | 2003년 4월  |                                     |